# Der Tod und das Mädchen

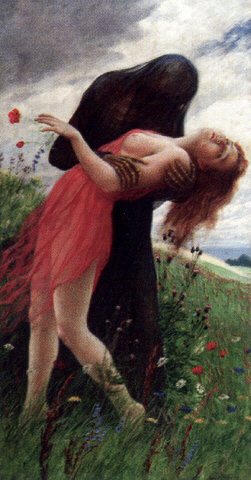
Oljemålning av Adolf Hering: Der Tod und das Mädchen, 1900

Der Tod und das Mädchen. Oljemålning av Hans Baldung Grien, 1517.

Der Tod und das Mädchen (svenska: Döden och flickan) är ett motiv inom bildkonsten och musiken som man finner redan under renässansen hos Hans Baldung Grien och som konstnärer framför allt under 1800-talet, åter tog fasta på.
Ett känt exempel inom 1800-talets musik är stråkkvartetten nr. 14 i d-moll, D.810, Der Tod und das Mädchen, av Franz Schubert. Sitt namn har den 1824 komponerade stråkkvartetten fått av andra satsens tema som i sin tur har lånat sitt motiv från Schuberts sång Der Tod und das Mädchen, komponerad 1817 till en text av diktaren Matthias Claudius.

## Claudius text
| Originaltexten Das Mädchen: Vorüber! Ach vorüber! Geh, wilder Knochenmann! Ich bin noch jung, geh Lieber! Und rühre mich nicht an. Der Tod: Gib deine Hand, du schön und zart Gebild! Bin Freund und komme nicht zu strafen. Sei gutes Muts! ich bin nicht wild, Sollst sanft in meinen Armen schlafen! | Översättning Flickan: Förbi! Ack förbi! Gå, vilda benrangel! Jag är ännu ung, gå snälla! Och rör mig inte. Döden: Giv mig din hand, du vackra och rena skapelse! Jag är vän och kommer ej för att straffa. Var vid gott mod! jag är inte vild, du skall sova mjukt i min famn! |

## Ytterligare förekomster
Stråkkvartetten används i Martin Walsers roman Brandung (1985) som ett slags ledmotiv. Likaså i den chilenske författaren Ariel Dorfmans teaterpjäs från 1991, Der Tod und das Mädchen (spanska La muerte y la doncella, engelska Death and the Maiden), som filmades 1994 av Roman Polański. Också den franske författaren Michel Tournier skrev en novell med titel La jeune fille et la mort i samlingen Le Coq de bruyère (1978). Även den nationalsocialistiske filosofen Theodor Haering (1884–1964) publicerade 1943 en novell med titel Der Tod und das Mädchen.